# Distretto di Umerkot
Il distretto di Umerkot (in urdu: ضلع عمرکوٹ) è un distretto del Sindh, in Pakistan, che ha come capoluogo Umerkot. Nel 1998 possedeva una popolazione di 663.095 abitanti.